# ویل پری (نیروی اهریمنی‌اش)
ویل پری یکی از شخصیت‌های اصلی سه‌گانه نیروی اهریمنی‌اش است.

## شخصیت
ویل پسری جدی و رنج دیده‌است که طی اتفاقاتی با لایرا آشنا و عاشق او می‌شود و طی اتفاقاتی در دنیای چیتاگاتزه، در برج فرشتگان، حامل خنجر ظریف می‌شود. وی همراه با لایرا بلاکوا به دنیای مردگان می‌رود و دری به دنیای انسان‌ها باز می‌کند. او همواره به دنبال پدر خود می‌گردد و بعدها متوجه می‌شود که استانیسلاوس گرومن کاشف مشهور و جان پری که پدر اوست یک نفر هستند و…